# 科倫布雷特斯群島

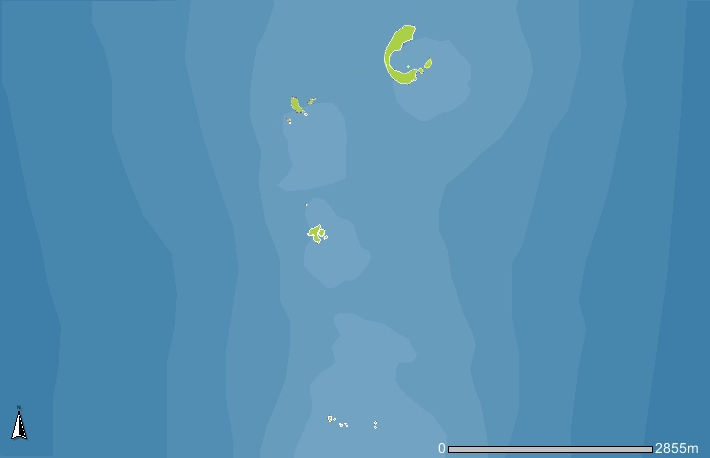

科倫布雷特斯群島是西班牙的群島，位於地中海，距離奧羅佩薩德爾馬爾49公里，由25座島嶼組成，總面積0.19平方公里，最高點海拔高度67米，群島上無人居住。

## 外部連結
- Official site of the Natural Park （页面存档备份，存于）
- Official site of the Spanish Marine Reserves, including the Columbretes （西班牙文）
- Fauna and description （页面存档备份，存于） （西班牙文）
- Marine prey in the diet of Podarcis atrata from the Columbretes Islands （页面存档备份，存于）